# Koptyjski katolicki patriarchat Aleksandrii
Koptyjski katolicki patriarchat Aleksandrii (łac. Patriarchatus Alexandrinus Coptorum)  – patriarchat Kościoła katolickiego obrządku koptyjskiego w Egipcie, z siedzibą w Kairze, nazwą nawiązujący do tradycji patriarchatu aleksandryjskiego z siedzibą w starożytnej Aleksandrii. 

## Historia
W 1741 utworzono wikariat apostolski dla koptyjskich unitów w Aleksandrii. W 1824 powołano patriarchat katolicki dla Koptów w Egipcie na mocy bulli Petrus Apostolorum papieża Leona XII. Nie udało się jednak w pełni zrealizować tego postanowienia i zwierzchnictwo nad wiernymi sprawowali apostolscy wikariusze. Na mocy listu apostolskiego Christi Domini papieża Leona XIII ponownie przywrócono koptyjski patriarchat Aleksandrii, co nastąpiło 26 listopada 1895. Powołano wówczas trzy eparchie: patriarszą eparchię aleksandryjską, eparchię luksorską (tebańską) i eparchię Al-Minja (hermopolitańską). W późniejszym okresie z terytorium tych eparchii wydzielono kolejne jednostki administracyjne. Pojedyncze wspólnoty koptyjskich katolików poza Egiptem znajdują się w granicach administracyjnych diecezji innych obrządków katolickich, np. archidiecezji Los Angeles, diecezji brooklińskiej, diecezji Nashville, archidiecezji Sydney.

## Podział administracyjny
W skład patriarchatu jako prowincji kościelnej o charakterze metropolii wchodzą: 
1. patriarsza eparchia aleksandryjska
2. eparchia asjucka
3. eparchia Gizy
4. eparchia ismailijska
5. eparchia luksorska
6. eparchia Al-Minja
7. eparchia Sauhadżu
8. eparchia Abu Kurkas